# Teoria potencial
En matemàtiques i física matemàtica, la teoria del potencial és l'estudi de les funcions harmòniques.
El terme "teoria del potencial" es va encunyar a la física del segle XIX quan es va adonar que dues forces fonamentals de la natura conegudes en aquell moment, és a dir, la gravetat i la força electroestàtica, es podien modelar mitjançant funcions anomenades potencial gravitatori i potencial electroestàtic, ambdues de que compleixen l'equació de Poisson —o en el buit, l'equació de Laplace.
Hi ha una superposició considerable entre la teoria del potencial i la teoria de l'equació de Poisson en la mesura que és impossible establir una distinció entre aquests dos camps. La diferència és més una d'èmfasi que de la matèria i es basa en la distinció següent: la teoria del potencial se centra en les propietats de les funcions en oposició a les propietats de l'equació. Per exemple, es diria que un resultat sobre les singularitats de les funcions harmòniques pertany a la teoria del potencial, mentre que un resultat sobre com la solució depèn de les dades del límit es diria que pertany a la teoria de l'equació de Laplace. Aquesta no és una distinció dura i ràpida, i a la pràctica hi ha una superposició considerable entre els dos camps, amb mètodes i resultats d'un s'utilitzen en l'altre.
La teoria del potencial modern també està íntimament relacionada amb la probabilitat i la teoria de les cadenes de Màrkov. En el cas continu, això està estretament relacionat amb la teoria analítica. En el cas de l'espai d'estats finits, aquesta connexió es pot introduir introduint una xarxa elèctrica a l'espai d'estats, amb resistència entre punts inversament proporcional a les probabilitats de transició i densitats proporcionals als potencials. Fins i tot en el cas finit,l'IK analògic del laplacià en la teoria del potencial té el seu propi principi de màxim, principi d'unicitat, principi d'equilibri i altres.

## Simetria
Un punt de partida útil i un principi organitzador en l'estudi de les funcions harmòniques és la consideració de les simetries de l'equació de Laplace. Encara que no és una simetria en el sentit habitual del terme, podem començar amb l'observació que l'equació de Laplace és lineal. Això vol dir que l'objecte d'estudi fonamental en la teoria del potencial és un espai lineal de funcions. Aquesta observació serà especialment important quan considerem els enfocaments de l'espai funcional del tema en una secció posterior.
Pel que fa a la simetria en el sentit habitual del terme, podem començar amb el teorema que les simetries de la {\displaystyle n} equació de Laplace -dimensional són exactament les simetries conformals de l'Espai euclidià-{\displaystyle n} dimensional. Aquest fet té diverses implicacions. En primer lloc, es poden considerar funcions harmòniques que es transformen sota representacions irreductibles del grup conformal o dels seus subgrups (com ara el grup de rotacions o translacions). Procedint d'aquesta manera, s'obté sistemàticament les solucions de l'equació de Laplace que sorgeixen de la separació de variables com les solucions harmòniques esfèriques i les sèries de Fourier. Prenent superposicions lineals d'aquestes solucions, es poden produir grans classes de funcions harmòniques que es poden demostrar que són denses en l'espai de totes les funcions harmòniques sota topologies adequades.
En segon lloc, es pot utilitzar la simetria conforme per comprendre trucs i tècniques clàssiques per generar funcions harmòniques com la transformada de Kelvin i el mètode de les imatges.
En tercer lloc, es poden utilitzar transformacions conformals per mapar funcions harmòniques d'un domini a funcions harmòniques d'un altre domini. El cas més comú d'aquesta construcció és relacionar les funcions harmòniques d'un disc amb les funcions harmòniques d'un semipla.
En quart lloc, es pot utilitzar la simetria conformal per estendre les funcions harmòniques a les funcions harmòniques en varietats riemannianes conformament planes. Potser l'extensió més senzilla és considerar una funció harmònica definida en el conjunt de R n (amb la possible excepció d'un conjunt discret de punts singulars) com una funció harmònica en el {\displaystyle n}-esfera dimensional. També poden passar situacions més complicades. Per exemple, es pot obtenir un anàleg de dimensions superiors de la teoria de superfícies de Riemann expressant una funció harmònica de valors múltiples com una funció d'un sol valor en una coberta ramificada de R n o es pot considerar funcions harmòniques que són invariants sota un subgrup discret de el grup conformal com a funcions en una varietat o orbifold multiconnectat.

## Dues dimensions
Del fet que el grup de transformacions conformals és de dimensions infinites en dues dimensions i de dimensions finites per a més de dues dimensions, es pot suposar que la teoria del potencial en dues dimensions és diferent de la teoria del potencial en altres dimensions. Això és correcte i, de fet, quan un s'adona que qualsevol funció harmònica bidimensional és la part real d'una funció analítica complexa, es veu que el tema de la teoria del potencial bidimensional és substancialment el mateix que el de l'anàlisi complexa. Per aquesta raó, quan es parla de teoria del potencial, es concentra l'atenció en teoremes que tenen tres o més dimensions. En aquest sentit, un fet sorprenent és que molts resultats i conceptes descoberts originalment en l'anàlisi complexa (com ara el teorema de Schwarz, el teorema de Morera, el teorema de Weierstrass-Casorati, la sèrie de Laurent i la classificació de les singularitats com a amovibles, pols i singularitats essencials) a resultats sobre funcions harmòniques en qualsevol dimensió. Tenint en compte quins teoremes d'anàlisi complexa són casos especials de teoremes de teoria del potencial en qualsevol dimensió, es pot obtenir una idea exacta del que té d'especial en l'anàlisi complexa en dues dimensions i quina és simplement la instància bidimensional de resultats més generals.